# Trøllkonufingur
Trøllkonufingur är en udde i Färöarna (Kungariket Danmark).   Den ligger i sýslan Sandoyar sýsla, i den sydöstra delen av landet, 23 km söder om huvudstaden Tórshavn. Trøllkonufingur ligger på ön Sandoy.
Terrängen inåt land är lite kuperad. Havet är nära Trøllkonufingur åt sydväst.  Närmaste större samhälle är Sandur, 5,5 km nordväst om Trøllkonufingur. 